# زاسله
زاسله (به بلغاری: Zasele) یک منطقهٔ مسکونی در بلغارستان است که در شهرستان اسووگ واقع شده‌است.